# Аркоре
А̀ркоре (на италиански: Arcore, на западноломбардски: Àrcor, Аркор) е град и община в Северна Италия, провинция Монца и Брианца, регион Ломбардия. Разположен е на 193 m надморска височина. Населението на общината е 17 373 души (към 2012 г.).
До 2004 г. общината е част от провинция Милано.